# Gilberte Martin
Gilberte Martin (* 22. Mai 1910 in Montreal; † 21. November 1999 ebenda) war eine kanadische Pianistin und Musikpädagogin.

## Leben
Die Tochter des Organisten und Pianisten Alphonse Martin hatte ab dem siebenten Lebensjahr bis 1930 Klavierunterricht bei Arthur Letondal. Von 1927 bis 1930 studierte sie außerdem Harmonielehre bei Georges-Émile Tanguay. Als Gewinnerin des Prix d’Europe setzte sie ab 1930 ihr Klavierstudium bei Blanche Bascourret de Guéraldi an der École normale de musique de Paris in Paris fort und nahm weiteren Unterricht bei Alfred Cortot, Lazare Lévy und Maurice Amour. Als erste kanadische Frau wurde sie als Studentin am Pariser Konservatorium angenommen, wo Georges Caussade ihr Lehrer war.
Nachdem sie in Paris mehrere Recitals gegeben hatte, kehrte Martin 1934 nach Montreal zurück. Dort trat sie u. a. als Siolistin in Vincent d’Indys Symphonie sur un chant montagnard français  (1935), Robert Schumanns Introduction and Allegro appassionato (1936) und Giovanni Sgambatis Klavierkonzert auf, gab Recitals und trat im Hörfunk auf.
Von 1943 bis 1969 unterrichtete Martin Klavier, Solfège und Harmonielehre am Conservatoire de musique du Québec; danach gehörte sie bis 1974 dem Vorstand des Konservatoriums an. Außerdem unterrichtete sie von 1955 bis 1965 am Institut Nazareth. 1943 erschien ihr Lehrwerk Doigtés pour les gammes en doubles-tierces et en doubles-sixtes et pour les arpèges de trois et quatre sons. Auch die Schwestern Gilberte Martins schlugen Laufbahnen als Musikerinnen ein. Marcelle Martin war Organistin und Pianistin, Magdelaine Martin Pianistin und Raymonde Martin Cellistin. 
Martin starb 1999 im Alter von 89 Jahren. Sie war verwitwet von Armand De Bellefeuille. Ihre Grabstätte befindet sich auf dem Friedhof Le Repos Saint-François d’Assise in Montreal.